# Monument aux insurgés de Silésie
Le Monument aux insurgés de Silésie ou Mémorial des insurgés de Silésie (en polonais : Pomnik Powstańców Śląskich) à Katowice, dans le sud de la Pologne, est un monument dédié à ceux qui ont pris part aux Insurrections de Silésie, trois soulèvements en 1919, 1920 et 1921. Ces soulèvements visaient à intégrer la région de Haute-Silésie au nouvel État polonais indépendant.
Il est situé à proximité du parc Powstańców Śląskich et du Spodek, une salle omnisports à l'architecture atypique qui en fait un lieu de repère de la ville.
Le monument a été inauguré le 1er septembre 1967 et a été conçu par le sculpteur Kazimierz Gustaw Zemła et l'architecte Wojciech Zabłocki. Les ailes symbolisent les trois soulèvements et les noms des lieux où les batailles ont eu lieu sont gravés sur le monument.

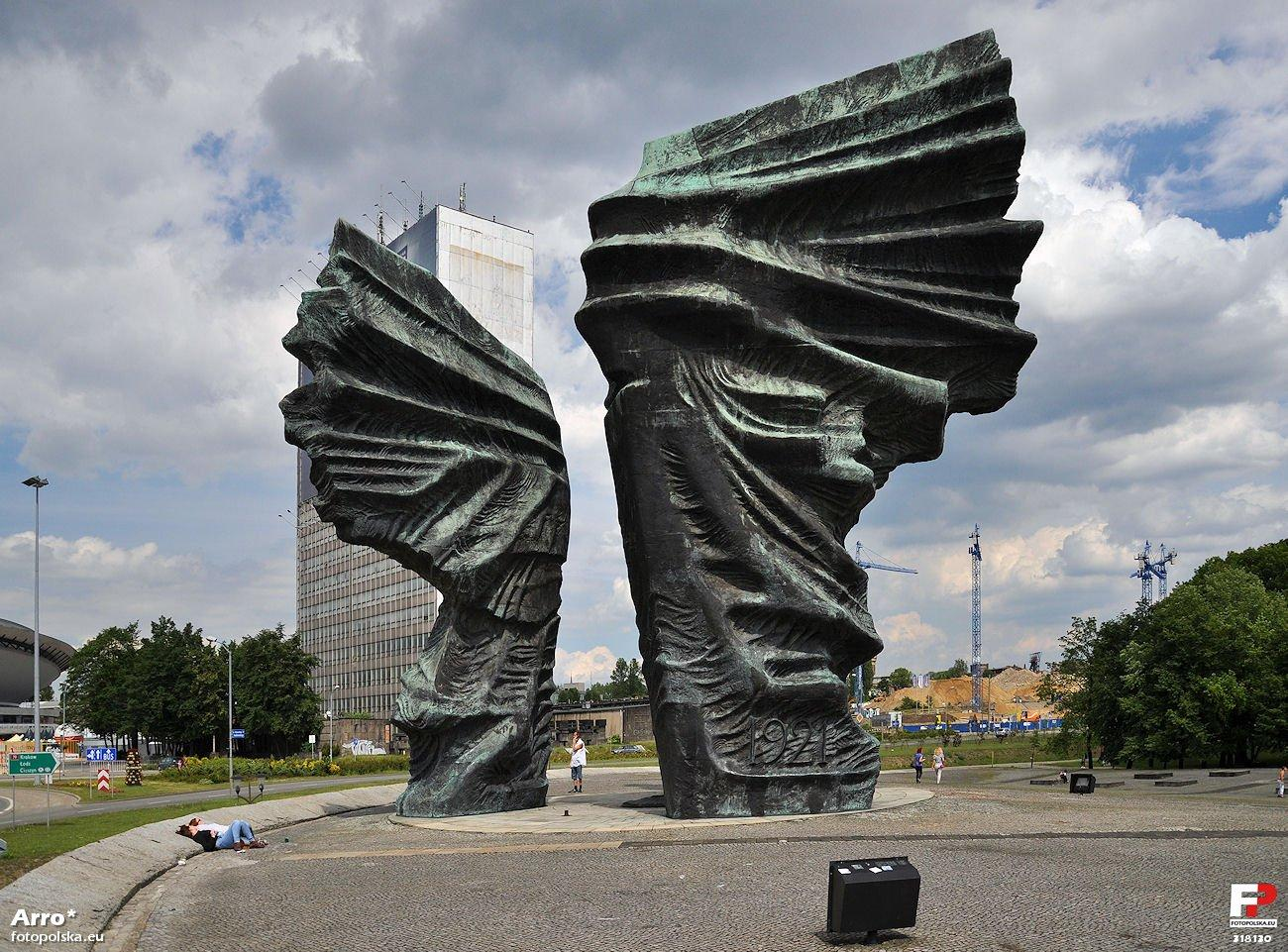
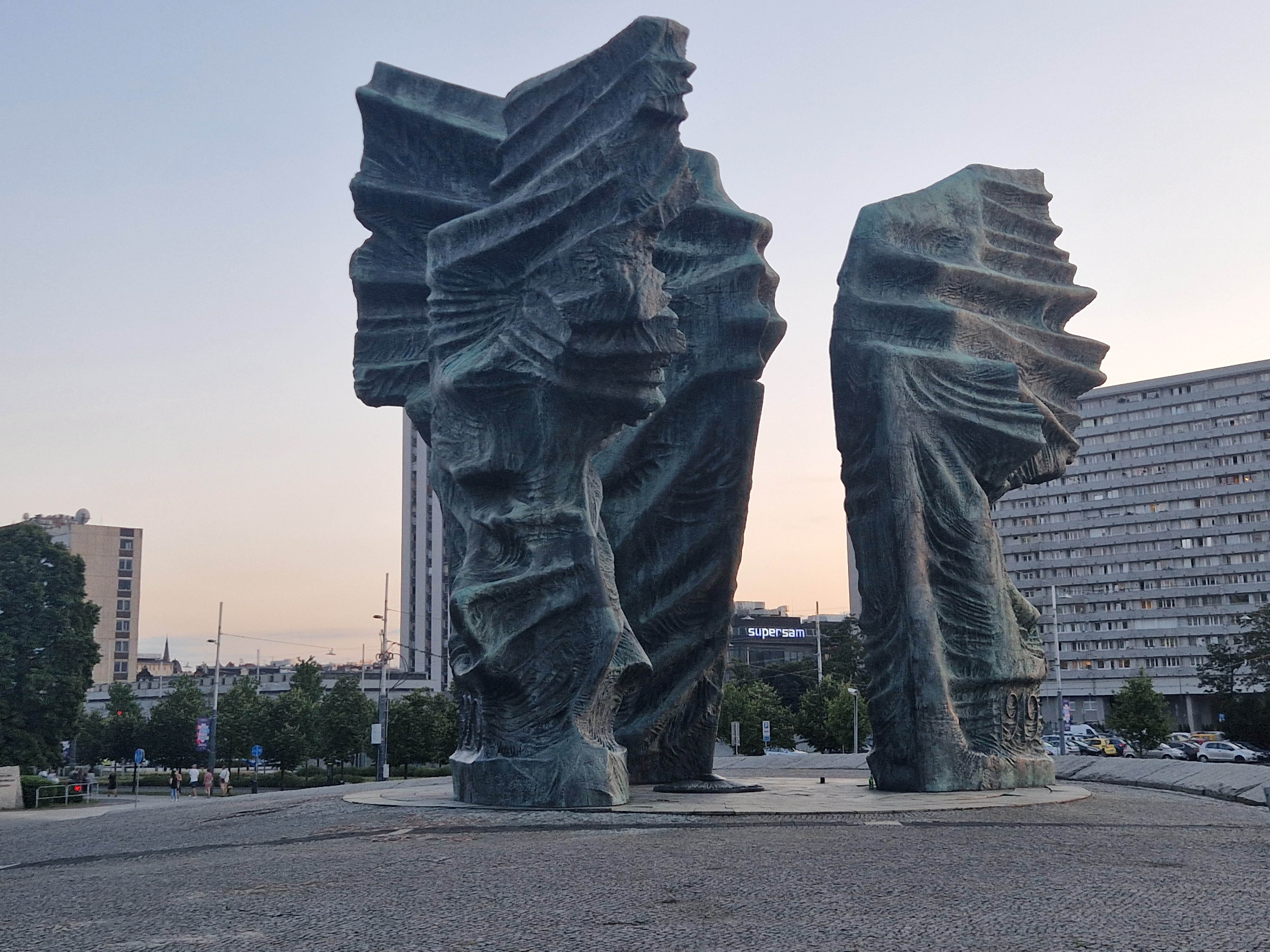
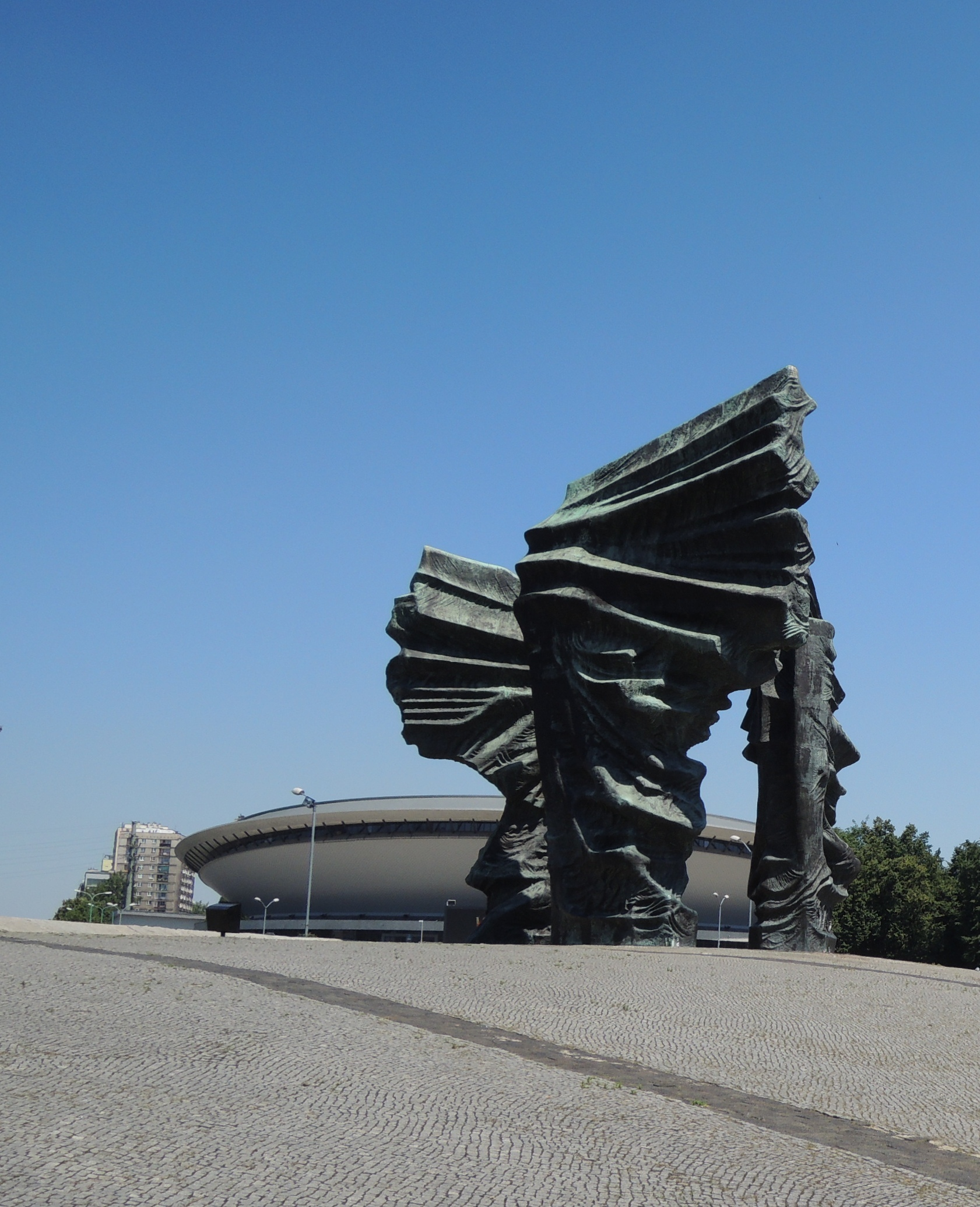
Avec le Spodek en arrière-plan.
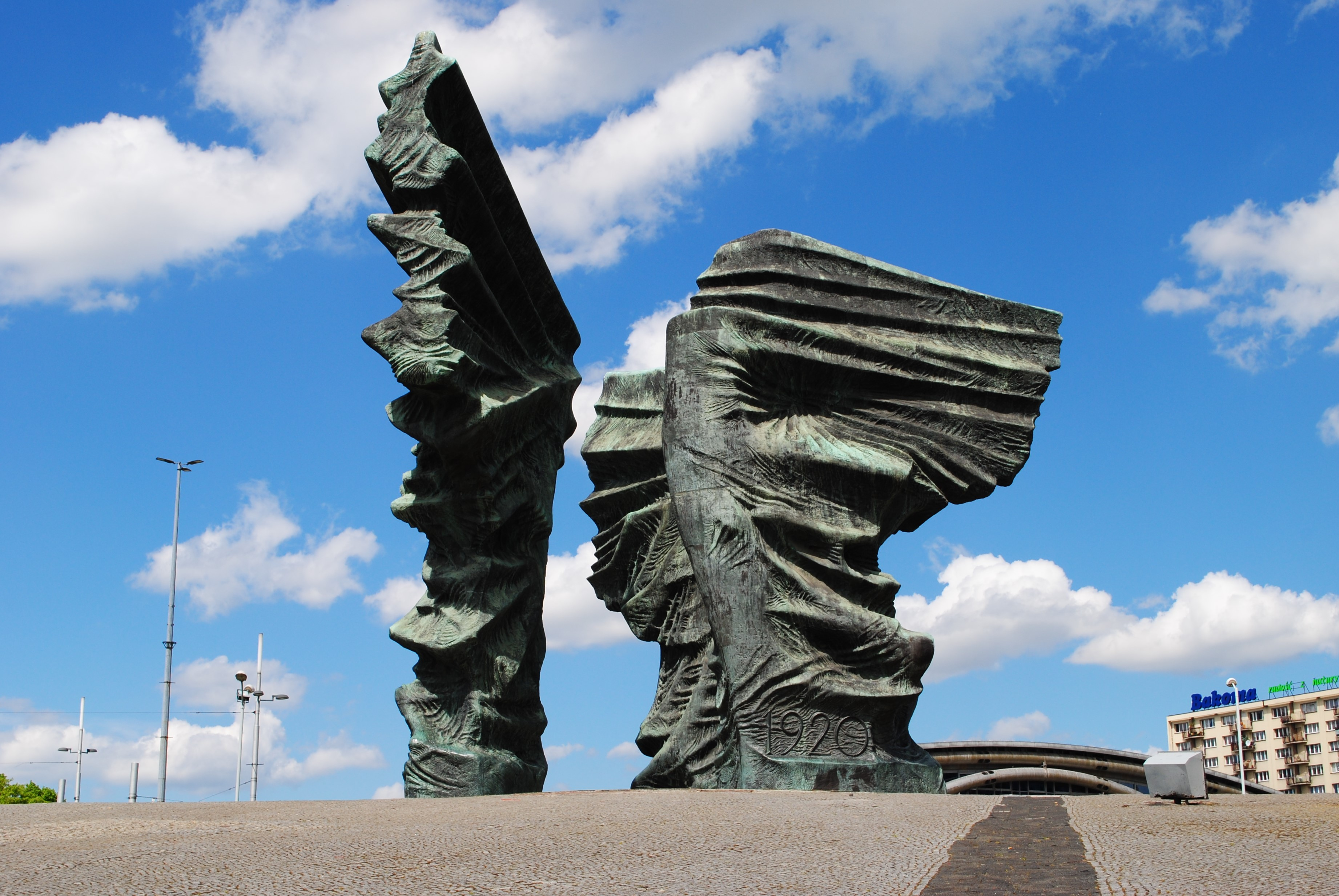
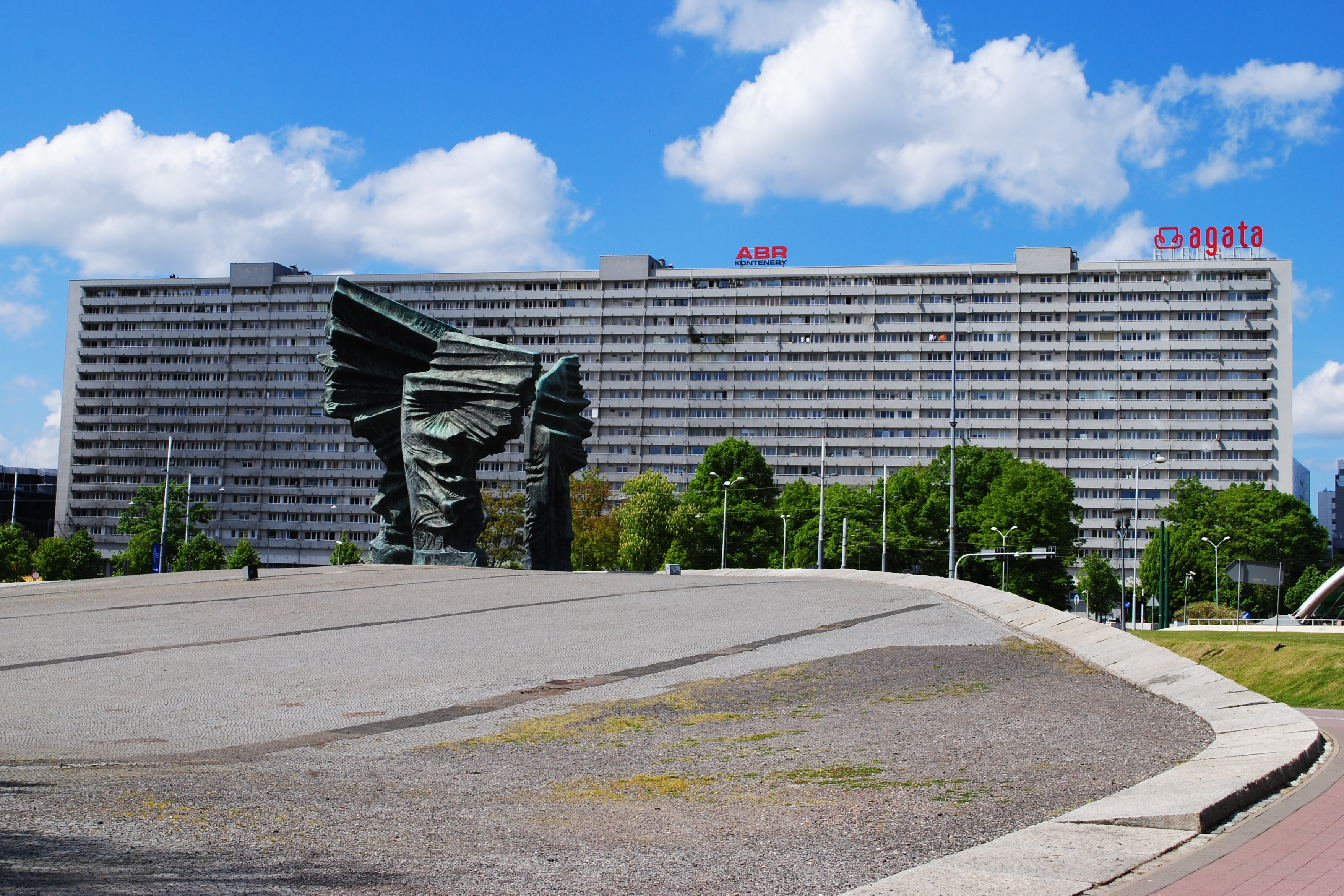
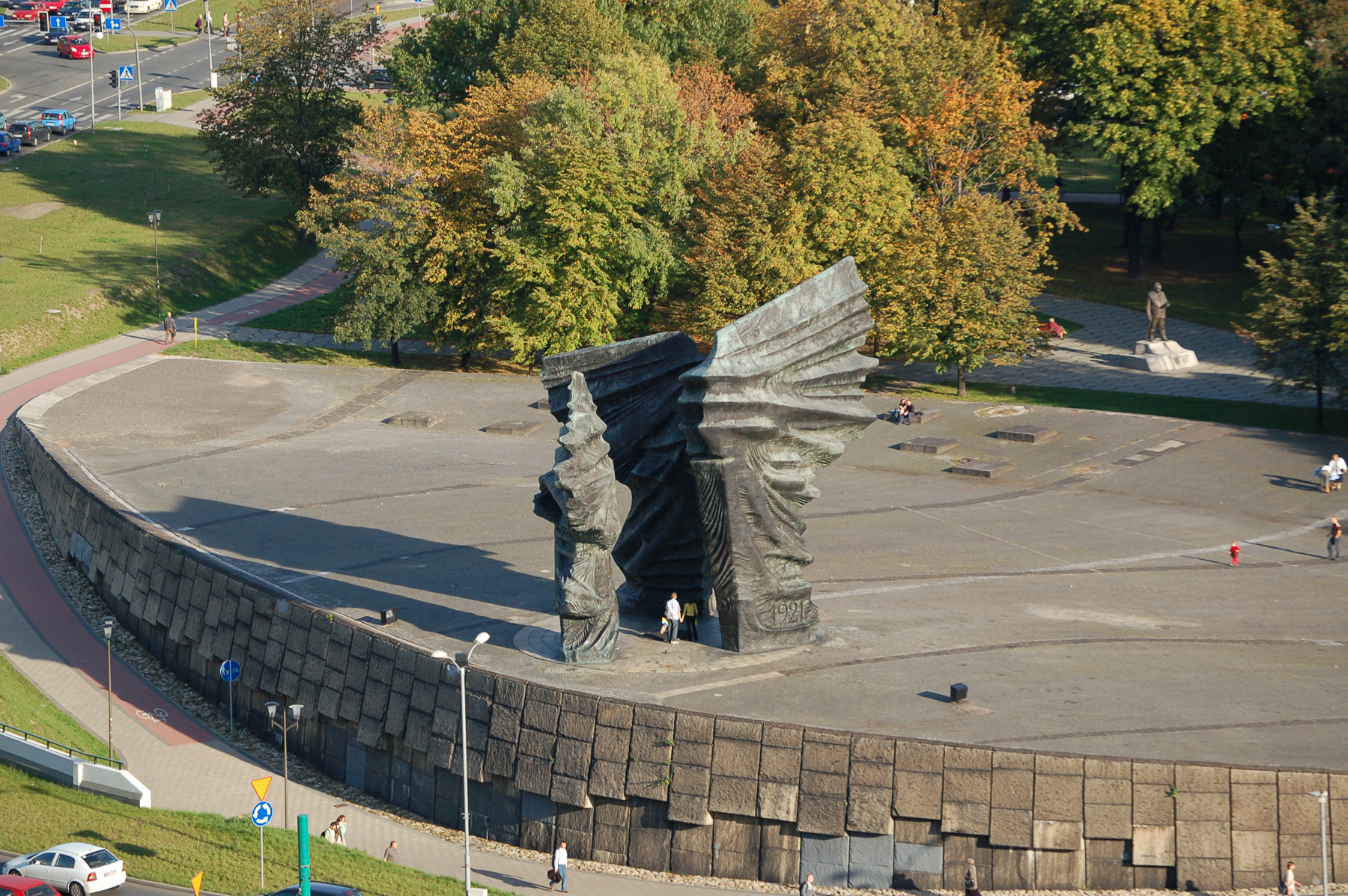
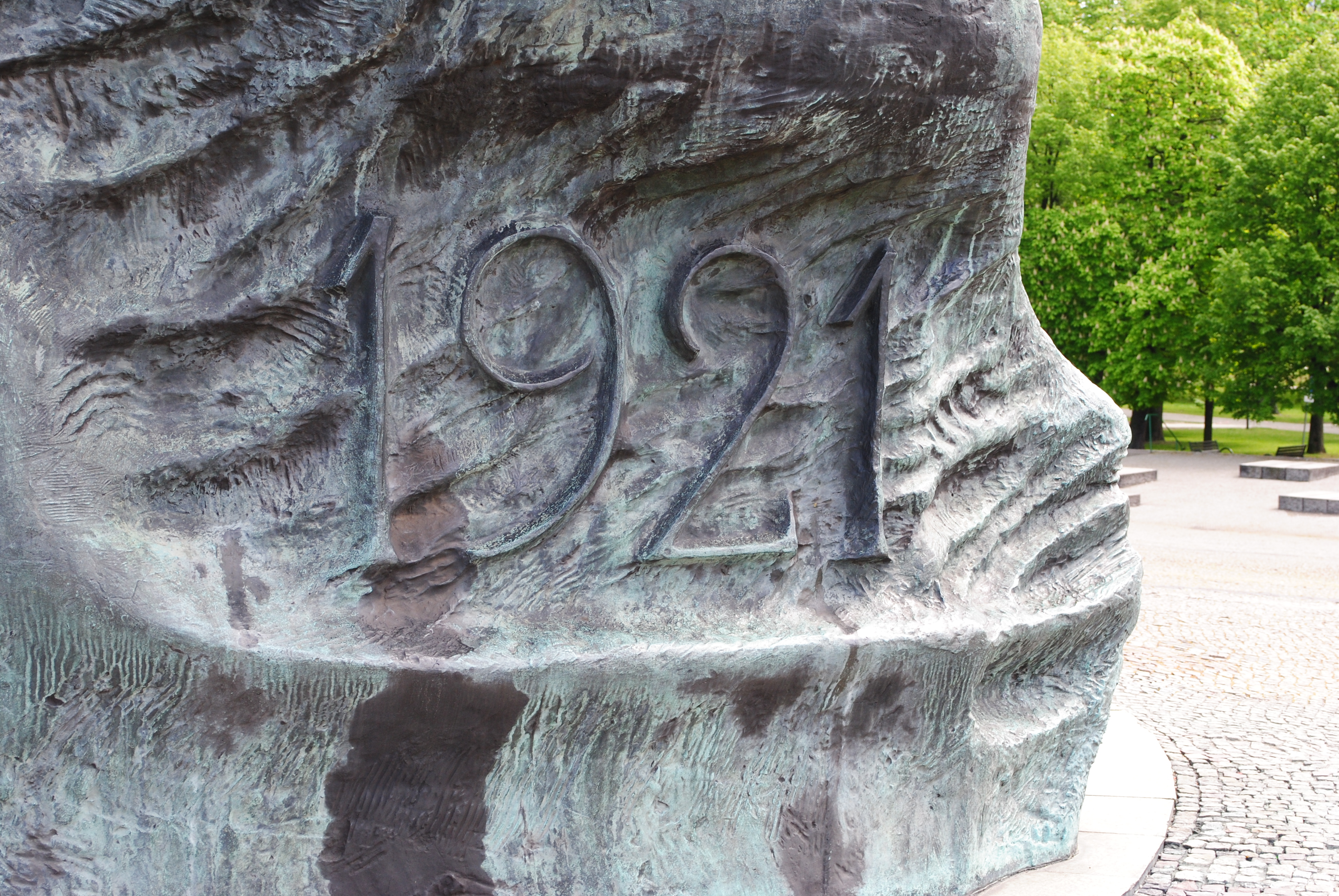
Détail d'une date.
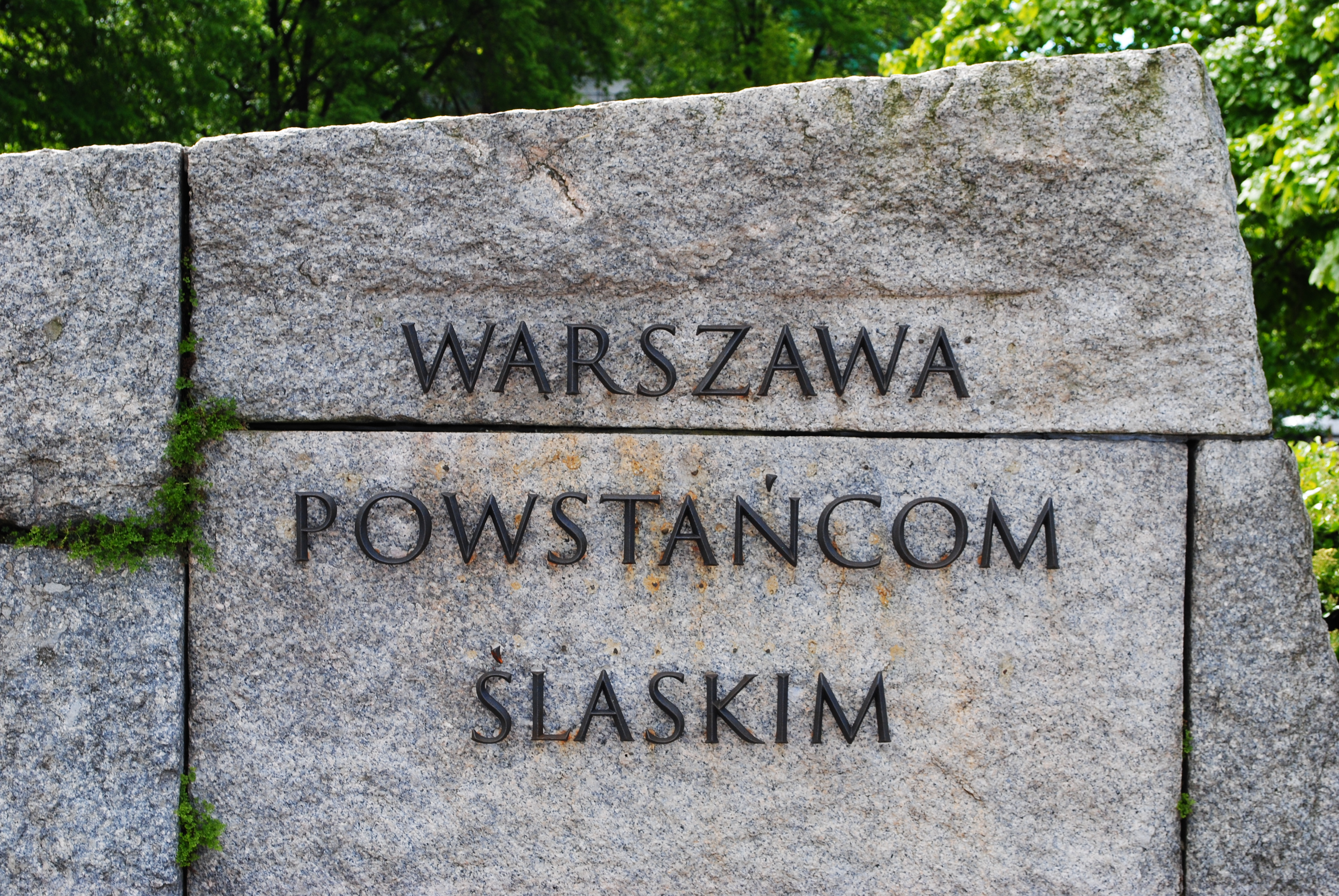
Détail d'un lieu.